# 충유빙
충유빙(중국어 간체자: 葱油饼, 정체자: 蔥油餅, 병음: cōngyóubǐng)은 중국의 파 요리이다. 지짐 음식인 빙의 일종으로, 파를 넣어 만든다. 한국의 파전과 달리, 얇게 민 반죽에 송송 썬 파를 뿌리고 겹겹이 포개어 다시 밀대로 민 뒤 지진다.

## 같이 보기
- 파전